# 奥華子 CONCERT TOUR '09 弾き語り -3rd Letter-
奥華子 CONCERT TOUR '09 弾き語り -3rd Letter-は2009年（平成21年）6月28日から11月27日まで、全国32か所で実施された、奥華子有料コンサート（ライブ）である。主催：各会場地域プロモーター、企画・制作：ピリサウンド／ランデブー、後援：ポニーキャニオン。推定総動員数は13,781人、推定興行収入は54,545,000円。

## 概要
彼女3度目の全国コンサートで、実施される会場数も史上最多(2009年（平成21年）11月27日時点)である。主に彼女のニューアルバムBIRTHDAYからの新曲披露が中心となっているが、大阪・愛知・東京の3公演はニューアルバム発売前に公演されており、発売前にフルコーラスにて収録曲を聴くことができた。
公演期間が約5か月間と長期に及んだこと、会場規模も100人〜2,000人と大幅に異なることから、開演時刻、入場料、舞台セット、照明、セットリストなどは会場により異なる。開演時刻は16:00〜19:00の間で、入場料は基本的には3,800円の会場が多いが、3,500円〜4,200円と異なっている。公演時間はアンコールを含めて約2時間30分。

## 演出・構成
ステージ上には、ピアノ（椅子）、キーボード（スタンド及び調音装置）が最低設置されている。
衣装は、9月の公演からは通称インチキ（上着）と股下30センチ（ズボン）と呼ばれる衣装が多用されるようになった。通称名の由来は、公演のアンケートで参加者から「インチキマジシャンみたいな衣装」と言われたこと、ズボンは大工がはくような余裕のあるズボンで、股下までの距離が30センチ位であることから。この衣装は、上着は黒のベストタイプのものに銀色の星粒のような装飾をしたものと、ズボンは黒色となっている。上着はベストタイプであることから、その下に着用するTシャツの色などを変化させている。
派生で床上30センチという言葉も生まれ、こちらは彼女がお辞儀するときの頭部から床までの距離が30センチ位となっていることから。
照明は披露される歌に合わせて、単色照明や影絵照明などが用いられている。比較的規模の大きい会場には球体状の物体が設置され、演奏中に球体に向けて照明を当てることにより演出に使用されている。
8曲目と9曲目の間にロングMCタイムがある。
アンコールについては、定番（構成の一部）となっており、15曲目を歌い終わった後ステージから退場するが、退場後も客席照明が点灯されない為、アンコールが準備されていることは容易に想定できる。退場後3分程でツアーTシャツに着替え、客席出入口より再登場する。ハイタッチをしながら蛇行してステージに向かい、アンコール2曲を歌う。

## エピソード
- 9月22日 - 京都府公演では、アンコールにて自身5年ぶりとなるスカート姿が披露された。
- 11月22日 - 岡山県公演では、Dreamsongをご当地曲として、特別に披露された。
- 11月27日 - 埼玉県公演では、ダブルアンコールがあり「自由のカメ」が披露された。
- 動員数の少ない会場では、出口にて本人が見送りを実施した会場もある。
- ツアー後半は、終演後のアナウンスを本人が実施するのが定番となった。
- 「一番星」が歌われる時は観客は手拍子をし、本人は曲中で開催地ご当地ネタを叫ぶ。
- 「Happydays」が歌われる時はスタンディングで手拍子を行い、最後のラララを合唱するのが定番となっている。

## 公演日程
- 動員数は公式発表に基づく
  - 愛知県公演の動員数は、公式発表がない為、施設の最大収容人数を表示
  - 埼玉県公演の動員数は、公式発表がない為、施設1階席の最大収容人数を表示（当日2階席は閉鎖)
- 満席(SOLD OUT)の公演には＊印

| 月 | 日 | 会場名                                     | 開催地   | 開演時刻 | 入場料金 | 動員数 | 満席 |
| -- | -- | ------------------------------------------ | -------- | -------- | -------- | ------ | ---- |
| 6  | 28 | 大阪厚生年金会館芸術ホール                 | 大阪府   | 16:00    | 4,200    | 1,000  |      |
| 7  | 4  | 名古屋市芸術創造センター                   | 愛知県   | 16:00    | 3,800    | (640)  | ＊   |
|    | 12 | 渋谷C.C.Lemonホール                        | 東京都   | 16:00    | 4,200    | 1,908  | ＊   |
| 8  | 15 | 栃木県総合文化センターサブホール           | 栃木県   | 17:30    | 3,800    | 370    |      |
|    | 25 | 松山アオノホール                           | 愛媛県   | 18:30    | 3,800    | 190    |      |
|    | 26 | 高知 ライラホール                          | 高知県   | 18:30    | 3,800    | 120    | ＊   |
|    | 27 | サンポートホール高松第一小ホール           | 香川県   | 18:30    | 3,800    | 270    | ＊   |
| 9  | 2  | 神戸芸術センターショパンホール             | 兵庫県   | 19:00    | 3,800    | 130    | ＊   |
|    | 4  | 金沢市民芸術村パーフォーミングスクエア     | 石川県   | 18:30    | 3,800    | 190    |      |
|    | 5  | 富山サンフォルテ                           | 富山県   | 17:00    | 3,800    | 335    | ＊   |
|    | 6  | 福井響のホール                             | 福井県   | 17:30    | 3,800    | 220    | ＊   |
|    | 11 | 海老名市文化会館                           | 神奈川県 | 19:00    | 4,200    | 600    |      |
|    | 15 | 秋田ジョイナス                             | 秋田県   | 18:30    | 3,800    | 150    | ＊   |
|    | 16 | 盛岡 おでってホール                        | 岩手県   | 18:30    | 3,800    | 200    | ＊   |
|    | 17 | 仙台市戦災復興記念館                       | 宮城県   | 18:30    | 3,800    | 245    | ＊   |
|    | 20 | 茨城県民文化センター小ホール               | 茨城県   | 17:30    | 3,800    | 410    | ＊   |
|    | 22 | 京都コンサートホール(小)                   | 京都府   | 16:00    | 3,800    | 488    | ＊   |
|    | 23 | 習志野文化ホール                           | 千葉県   | 16:00    | 4,200    | 1,150  |      |
|    | 25 | 高崎シティギャラリー                       | 群馬県   | 18:30    | 3,800    | 280    | ＊   |
| 10 | 3  | 日田市民文化会館パトリア日田(小ホール)     | 大分県   | 17:30    | 3,800    | 311    | ＊   |
|    | 4  | 福岡Gate's7                                | 福岡県   | 17:00    | 3,500    | 180    | ＊   |
|    | 6  | 長崎市市民生活プラザホール(メルカつきまち) | 長崎県   | 18:30    | 3,800    | 250    | ＊   |
|    | 9  | 新潟市音楽文化会館                         | 新潟県   | 18:30    | 3,800    | 493    | ＊   |
|    | 16 | 長野 まつもと市民芸術館                    | 長野県   | 18:30    | 3,800    | 240    | ＊   |
|    | 21 | 熊本市総合女性センター（メインホール）     | 熊本県   | 18:30    | 3,800    | 328    | ＊   |
|    | 23 | 宮崎市民文化ホール（イベントホール）       | 宮崎県   | 18:30    | 3,800    | 286    | ＊   |
|    | 24 | 鹿児島 南日本新聞会館 みなみホール         | 鹿児島県 | 17:30    | 3,800    | 292    | ＊   |
|    | 28 | 札幌市教育文化会館（小）                   | 北海道   | 18:30    | 3,800    | 335    | ＊   |
| 11 | 5  | 静岡しずぎんホール ユーフォニア            | 静岡県   | 18:30    | 3,800    | 450    | ＊   |
|    | 20 | 広島アステールプラザ中ホール               | 広島県   | 19:00    | 3,800    | 500    | ＊   |
|    | 22 | 岡山ルネスホール                           | 岡山県   | 17:00    | 3,800    | 300    | ＊   |
|    | 27 | 戸田市文化会館                             | 埼玉県   | 19:00    | 4,200    | (920)  |      |

## セットリスト
ニューアルバムBIRTHDAYからの新曲披露が中心となっているが、季節限定曲や音源化されていない曲も含まれる。

### 主要会場セットリスト
| 曲順            | 6月28日 大阪府(初日)     | 7月12日 東京都           | 9月23日 千葉県(本人地元) | 11月27日 埼玉県(最終)    |
| --------------- | ------------------------ | ------------------------ | ------------------------ | ------------------------ |
| 1               | 蛍火                     | 蛍火                     | 蛍火                     | 花火                     |
| 2               | 花火                     | 花火                     | 花火                     | 明日咲く花               |
| 3               | 夕立                     | 夕立                     | 変わらないもの           | 変わらないもの           |
| 4               | 僕たちにできること       | 僕たちにできること       | 木漏れ日の中で           | 魔法の人                 |
| 5               | ガーネット               | ガーネット               | 恋                       | 恋                       |
| 6               | 楔                       | 楔                       | 楔                       | 楔                       |
| 7               | チョコレート             | チョコレート             | 最後の恋                 | 最後の恋                 |
| 8               | 最後の恋                 | 最後の恋                 | チョコレート             | チョコレート             |
| 9               | アネモネ                 | アネモネ                 | 青い部屋                 | 青い部屋                 |
| 10              | あなたに好きと言われたい | 青い部屋                 | あなたに好きと言われたい | あなたに好きと言われたい |
| 11              | 青い部屋                 | あなたに好きと言われたい | 他人の涙                 | 他人の涙                 |
| 12              | 他人の涙                 | 他人の涙                 | Birthday                 | Birthday                 |
| 13              | Birthday                 | Birthday                 | ガーネット               | ガーネット               |
| 14              | 笑って笑って             | 笑って笑って             | 笑って笑って             | 笑って笑って             |
| 15              | 一番星                   | 一番星                   | 一番星                   | 一番星                   |
| 16(アンコール)  | Happy days               | Happy days               | Happy days               | Happy days               |
| 17(アンコール)  | 灯〜ともしび〜           | 灯〜ともしび〜           | 灯〜ともしび〜           | 灯〜ともしび〜           |
| 18(アンコール2) |                          |                          |                          | 自由のカメ               |

## バックステージ招待
8月15日以降に公演された会場では、NEWアルバム「BIRTHDAY」を購入し所定の期限までに応募した人の中から抽選で各会場ごとに5名が終演後のバックステージに無料にて招待された。本人と会話できる他、ツーショット記念撮影を実施。記念のバックステージパスポート及びサイン入りツーショット写真がプレゼントされた。なお、コンサートに参加するには、別途チケットが必要である。